# Stadion ŠC Sloboda
Stadion ŠC Sloboda – wielofunkcyjny stadion w Varaždinie, w Chorwacji. Został otwarty w 1987 roku. Może pomieścić 6000 widzów. Swoje spotkania rozgrywają na nim piłkarze klubu NK Sloboda Varaždin. Stadion był areną lekkoatletycznych Mistrzostw Europy Juniorów 1989 oraz II ligi lekkoatletycznych Drużynowych Mistrzostw Europy 2019.